# Palácio de Yıldız
O Palácio de Yıldız (em turco: Yıldız Sarayı) é um vasto complexo de antigos pavilhões e villas em Istambul, Turquia, construído no século XIX e início do século XX. Foi usado como residência do sultão do Império Otomano Abdulamide II e da sua corte no final do século XIX.

## Origem
O Palácio de Yıldız (Palácio da Estrela) foi construído em 1880 e foi usado por Abdulamide II. A área onde se situa era originalmente coberta de bosques naturais e tornou-se uma propriedade imperial durante o reinado de Amade I (r. 1603–1617). Vários sultões depois de Amade I passaram férias na propriedade e os sultões Abdul Mejide I (r. 1839–1861) e Abdulazize (r. 1830–1876) ali construíram mansões.
No final do século XIX, Abdulamide II abandonou o Palácio Dolmabahçe porque receava um ataque vindo por mar  (Dolmabahçe fica à beira do Bósforo, não muito longe de Yıldız). Mandou ampliar o Palácio de Yıldız, contratando o famoso arquiteto italiano Raimondo D'Aronco [en], autor de vários edifícios monumentais de Istambul. D'Aronco construiu vários edifícios no complexo palaciano. Quando o sultão se mudou para Yıldız, este tornou-se a quarta sede do poder otomano (os anteriores foram: o Eski Saray [Palácio Velho]) em Edirne, o Topkapı e o Dolmabahçe, estes últimos em Istambul).

## Estrutura

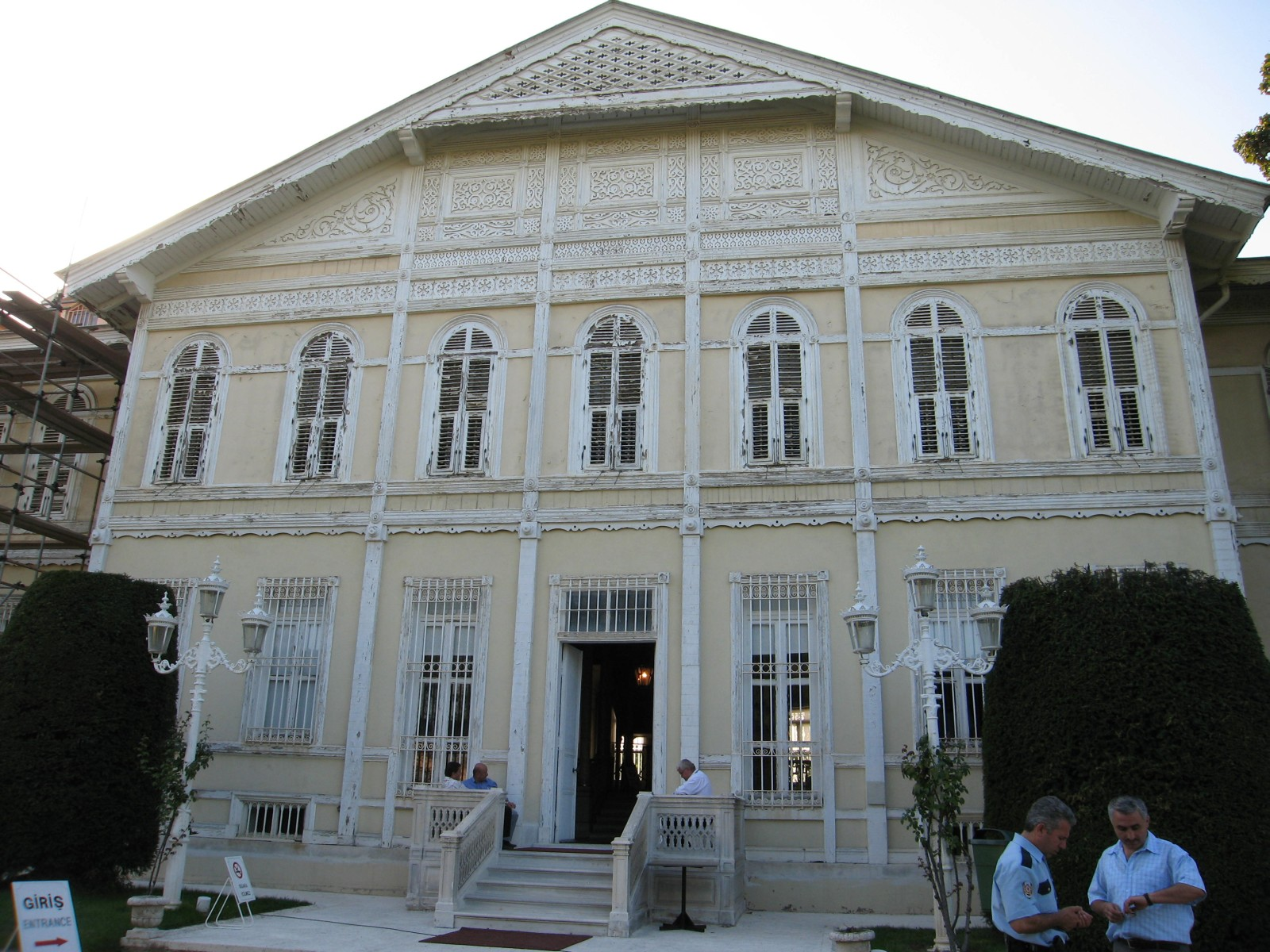
Şale Köşk

O complexo é composto de vários edifícios, que incluem os "Apartamentos de Estado" (Büyük Mabeyn), os pavilhões (em turco: köşk köşkü; quiosque) de Malta, Şale e Çadır, o Teatro e Ópera de Yıldız, o Museu Palácio de Yıldız e a Fábrica Imperial de Porcelana. Os jardins são um local público popular entre os residentes de Istambul. Uma ponte liga os jardins dos palácios de Yıldız e de Çırağan, este último situado à beira do Bósforo.

### Apartamentos de Estado
É o edifício onde os funcionários oficiais de Abdulamide II tinham os seus gabinetes.

### Şale Köşk
O Pavilhão de Şale, uma construção de madeira e pedra com dois andares e uma cave, foi a residência do sultão. Foi construído em três fases. A parte mais antiga data de 1870 e foi desenhada para se assemelhar a um chalé suíço, de onde lhe vem o nome. Entre os visitantes desta parte encontram-se Winston Churchill and Charles de Gaulle.
A segunda secção foi adicionada em 1889 para acomodar o cáiser Guilherme II da Alemanha, o primeiro monarca estrangeiro a visitar Constantinopla. Durante esta fase foi construído o Sedefli Salon (Salão Madrepérola), cujo nome tem origem no uso extensivo de madrepérola, que cobre quase todas as superfícies. Outro dos atrativos deste salão são as detalhadas pinturas de paisagens do teto.
A terceira secção foi igualmente construída para Guilherme II em 1889. É deste período a câmara de receções, a mais impressionante das salas do Şale Köşk. Um único tapete cobre todo o chão, o qual ocupa mais de 400 m² e foi tecido por mais de 60 tecelões. Outras características elegantes do salão são o teto dourado e em caixotão e grandes espelhos. Abdulamide era um marceneiro hábil e algumas das peças de mobiliário que se encontram no Şale Köşk foram construídas por ele próprio.

### Malta Köşk

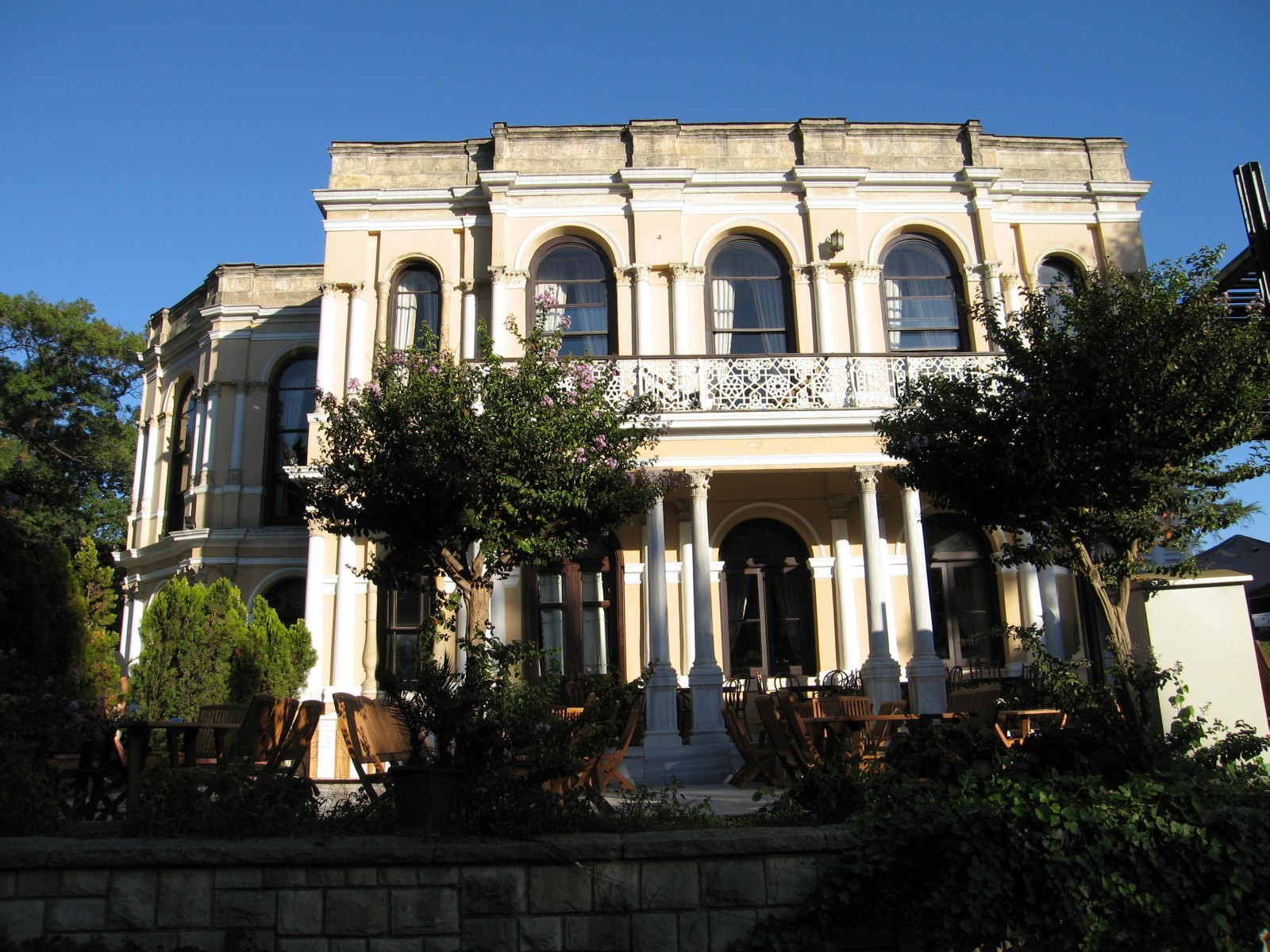
Malta Köşk

O Malta Köşk (Quiosque ou Pavilhão de Malta) encontra-se no Parque de Yıldız, junto à parte norte do muro do palácio. Além do pavilhão propriamente dito, há também dois pavilhões observação e descanso no bosque que se situa nas traseiras do Palácio de Çiragan, os quais são do tempo de Abdulazize.
A origem do nome é incerta, embora se suponha que se refira ao Cerco de Malta (1565), pois era costume dar o nome de lugares conquistados a partes de palácios otomanos.
O julgamento de Mithat Paxá teve lugar numa tenda atrás do Pavilhão de Malta.

### Çadır Köşk

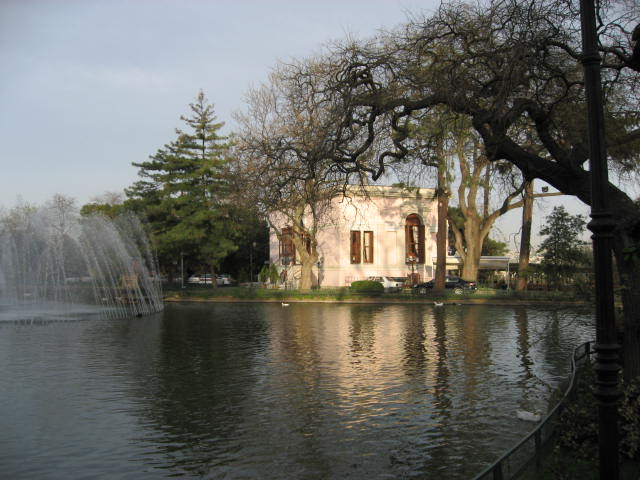
Çadır Köşk

Foi construído pelo sultão Abdulazize, que o usou como prisão. Atualmente aloja um café e restaurante.

### Teatro e Ópera de Yıldız
Mandado erigir pelo sultão Abdulamide II em 1889, tem estrelas no teto em cúpula, uma referência ao nome do palácio (yıldız é "estrela" em turco). Dado que ninguém podia ter as costas viradas para o sultão, a posição do camarote imperial implicava que as primeiras filas nunca eram usadas.

### Museu Palácio
O Museu Palácio de Yıldız está instalado naquilo que foi a oficina de carpintaria de Abdulamide II. Atualmente tem em exposição peças de arte e outros objetos do palácio.

### Fábrica Imperial de Porcelana

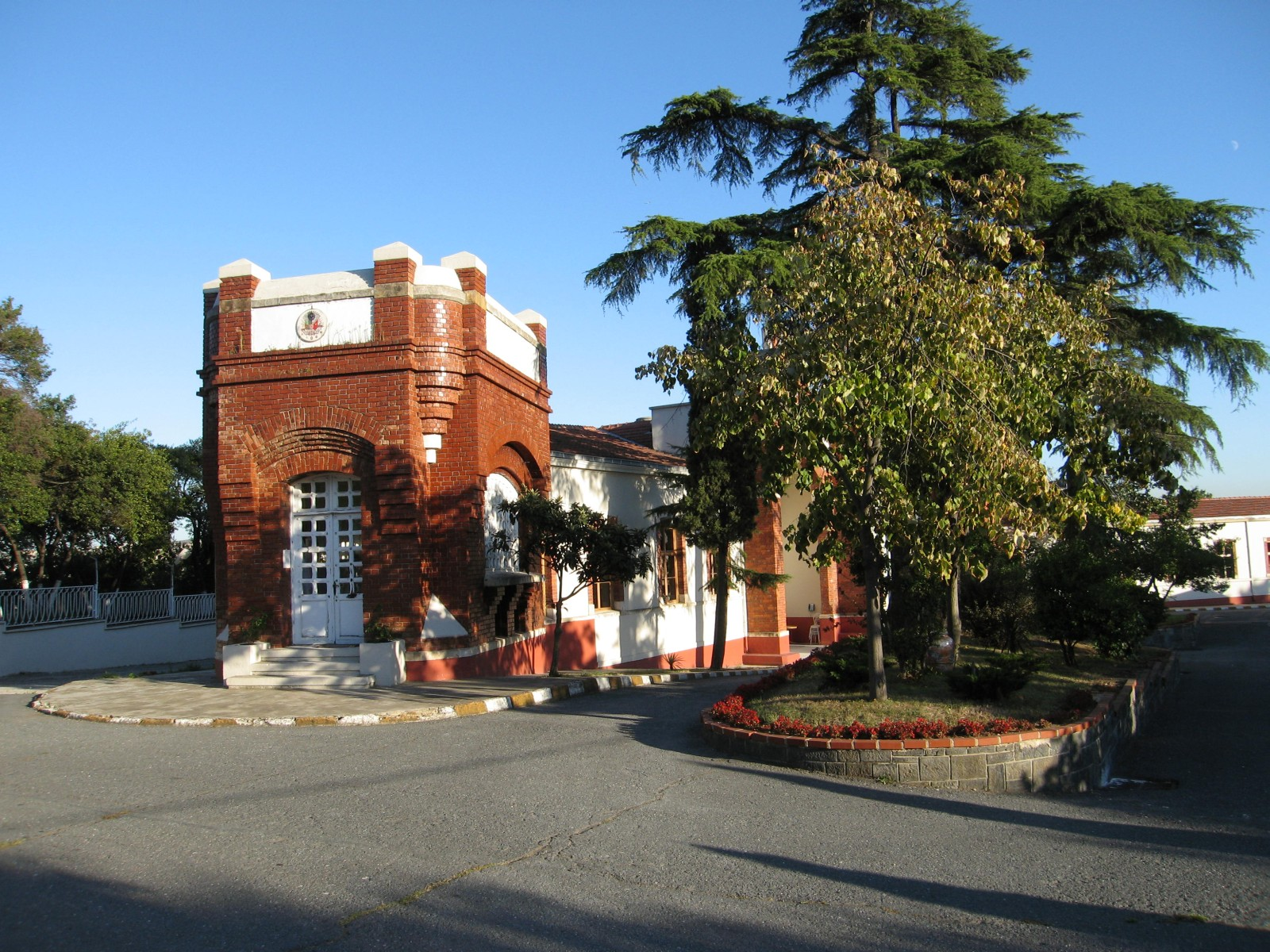
Fábrica Imperial de Porcelana

Aberta em 1895, a fábrica foi criada para suprir a procura de cerâmica de estilo ocidental por parte das classes mais altas. Era frequente que as tigelas, vasos e pratos que produziu mostrarem cenas idealizadas do Bósforo. O edifício tem uma aparência interessante, na medida em que faz lembrar um castelo medieval europeu.

### Uso no presente
Depois do fim do Império Otomano, o palácio foi usado como casino de luxo antes de ser convertido numa casa de hóspedes para chefes de estado e realeza em visita à Turquia. Atualmente é um museu e os seus jardins podem ser usados para festas e eventos privados, como a Feira de Antiguidades de Istambul, na Silahhane (Sala de Armas), que usualmente tem lugar em novembro. O escritório de Istambul da OIC também está localizado no palácio.